# Òls e Rinhòdas
Òls e Rinhòdas (en francès Ols-et-Rinhodes) és un municipi francès situat al departament de l'Avairon i a la regió d'Occitània.

## Demografia
| 1962                                       | 1968 | 1975 | 1982 | 1990 | 1999 | 2006 |
| ------------------------------------------ | ---- | ---- | ---- | ---- | ---- | ---- |
| 113                                        | 115  | 122  | 128  | 137  | 120  | 140  |
| Des de 1962: població sense dobles comptes |      |      |      |      |      |      |

## Administració
| Període   | Identitat             | Partit |
| --------- | --------------------- | ------ |
| 2001-2008 | Alain Savignac        |        |
| 2008-     | Christian Saint Affre |        |